# 波米耶 (埃纳省)
波米耶（法語：Pommiers，法語發音：[pɔmje]）是法国上法蘭西大區埃纳省的一个市镇，属于苏瓦松区。

## 地理
波米耶（49°23'35"N, 3°16'14"E）面积6.69 平方千米，位于法国上法蘭西大區埃纳省，该省份为法国北部内陆省份，北起北部省，西接索姆省和瓦兹省，东临阿登省和马恩省，西南至塞纳-马恩省，东北部与比利时接壤。
与波米耶接壤的市镇（或旧市镇、城区）包括：屈西昂纳尔蒙、梅尔桑和沃、奥斯利库蒂勒、帕利、佩尔南、苏瓦松、沃雷济。

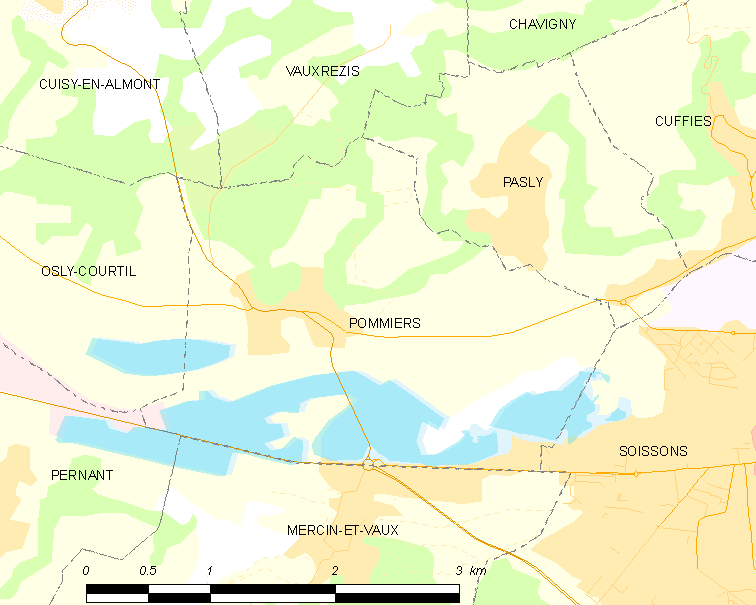
的OSM定位图

波米耶的时区为UTC+01:00、UTC+02:00（夏令时）。

## 行政
波米耶的邮政编码为02200，INSEE市镇编码为02610。

## 政治
波米耶所属的省级选区为苏瓦松第一县。

## 人口

1962-2008年间人口变化图示

波米耶于2022年1月1日时的人口数量为738人。